# Triturus dobrogicus
Espèce
Synonymes
- Triton cristatus var. dobrogicus Kiritzescu, 1903
- Molge macrosoma Boulenger, 1908
- Triton cristatus danubialis Wolterstorff, 1923

Statut de conservation UICN

 NT  : Quasi menacé
Triturus dobrogicus est une espèce d'urodèles de la famille des Salamandridae.

## Description
Les femelles, légèrement plus grandes que les mâles peuvent atteindre 18,5 cm pour la sous-espèce T. dobrogicus macrosomus, et 16 cm pour la sous-espèce T. dobrogicus dobrogicus. Le corps est élancé, et la tête fine. La peau est très lisse. Les parties dorsales sont foncées, brunes à rouge brique parsemées de taches noires. Le flanc est plus ou moins parsemé de points blancs. La femelle peut présenter une bande vertébrale orangée, et le mâle arbore une crête festonnée lors de la période de reproduction en phase aquatique. Le ventre est de couleur rouge à orange, voire jaune, avec des taches noires. La gorge est généralement blanche mouchetée de noir.

## Mœurs
Espèce très aquatique, vivant dans les canaux, les petits lacs et les berges encombrées de végétaux du Danube. L'hybridation est possible avec d'autres espèces de tritons crêtés.

## Distribution et sous-espèces

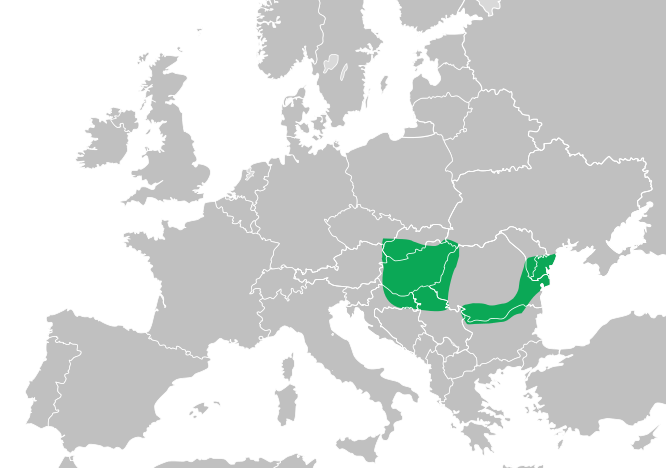
Distribution du Triturus dobrogicus

Il y a deux sous-espèces, selon Dubois & Raffaëlli, 2009, qui se rencontrent le long du Danube :
- Triturus dobrogicus macrosomus (Boulenger, 1908) en Autriche, en Tchéquie, en Hongrie, en Ukraine, en Slovaquie, en Slovénie, en Croatie, en Bosnie-Herzégovine et en Serbie ;
- Triturus dobrogicus dobrogicus (Constantin Chirițescu, 1903), en Bulgarie, Roumanie, Moldavie et Ukraine.

## Publications originales
- Boulenger, 1908 : Description of a new newt. Annals and Magazine of Natural History, sér. 8, vol. 2, p. 32-33 (texte intégral).
- Kiritzescu, 1903 : Contributions à la faune des Batraciens de Roumanie. Buletinul Societatii de Sciinte din Bucuresci, vol. 12, p. 243-265 (texte intégral).